# 井上音生
井上 音生（いのうえ ねお、2004年8月18日 - ）は、日本の女優、歌手。
愛媛県出身。東宝芸能所属。第8回「東宝シンデレラ」オーディション審査員特別賞・集英社賞（りぼん賞）。
レーベルは徳間ジャパンコミュニケーションズ。

## 経歴
2016年11月、第8回「東宝シンデレラ」オーディションで審査員特別賞と集英社賞（りぼん賞）を受賞し芸能界入り。
芸能界での初仕事は、『りぼん』（集英社）の「りぼんガール」である。2017年2月号に「りぼんガール」として紹介され、以後、誌面モデルやYouTube「りぼんチャンネル」の付録紹介動画等にたびたび登場した。
2018年1月、長澤まさみ・高橋一生、ダブル主演の映画『嘘を愛する女』に、吉田鋼太郎の娘役として出演し、女優デビュー。
2018年4月、南海放送（RNB）『井上音生のNEOラジ』にて、RNB最年少ラジオプレゼンターとなる。
2019年6月、京極夏彦原作、橘ケンチ主演の舞台『魍魎の匣』で初舞台を踏む。事件の重要な鍵を握る薄倖の美少女 柚木加菜子を演じる。
2020年4月、中学校卒業を機に上京し、都内の高校に入学。
2021年3月、角野栄子原作、岸本功喜演出、小島良太音楽ミュージカル『魔女の宅急便』でキキ役を演じ、トンボ役 那須雄登とともに、ミュージカルに初舞台でありながら初主演を務める。
2021年10月、新たなクリエイターを発掘し、映画業界を盛り上げることを目的とした映画祭「TikTok TOHO Film Festival 2021」において、グランプリ受賞記念作品『夏、ふたり』に、同事務所で東宝シンデレラの先輩である浜辺美波と初共演した。完成披露試写会ではともに登壇した。
2022年8月、東宝株式会社とAlphaBoat合同会社によるGEMSTONEプロジェクトによる東宝初のYouTube映画『チェンジ！』（脚本・監督　シンクレア・ウィリアム）に、同事務所の西垣匠と共演した。
2024年10月9日、徳間ジャパンよりシングル「あなたに恋をしている」で歌手デビューすることが発表された。
2024年9月20日、シングル「あなたに恋をしている」が、読売テレビ、日本テレビ系『秘密のケンミンSHOW 極』エンディングテーマに採用された。
2024年9月24日、シングル「あなたに恋をしている」で、ニッポン放送10月度新人賞となる。
2024年9月24日、「あなたに恋をしている」のMVがANA国際線機内チャンネル（2024年10月度）に選曲された。

## 人物
- 「音に生きる」と書いて「音生（ねお）」と読む名前は本名であり、音楽教師・指揮者の父親の願いがこめられている[7]。
- 父親に連れられて、映画や舞台をよく観に行っていた[8]。地元の市民ミュージカルに出演した経験がある。この時、台詞は一言だけだった。
- 幼い頃からモデルやアイドル、女優などに興味があった。母親が偶然、映画館で「第8回 東宝シンデレラオーディション」のチラシを見つけ、父親に頼んで応募したもらったことが芸能界入りのきっかけになった[7]。
- シリアスなドラマからコメディまで幅広い役柄をこなし、舞台でも活躍できる女優が目標である。憧れの女優として、石原さとみ、長澤まさみ、朝夏まなとの名前を挙げている。東宝シンデレラオーディションの最終審査では「悪役や人間じゃない役にも挑戦したい」と述べている。
- 歌うことが大好きで、小学校時代は、コーラス部に所属。6年生では部長を務めていた[9]。
- ひとりカラオケにも行くことがある。気分が上がるアニメソングをよく歌う。十八番は「残酷な天使のテーゼ」である。
- 『ラブライブ!』からアニメファンとなり、その後、兄の影響でみはじめたアニメ『銀魂』にすっかりはまっている。Instagramで漫画『銀魂』を愛読していること、自身がプレゼンターを務めるラジオ番組『井上音生のNEOラジ』では折にふれてアニメ『銀魂』への愛を語るなど、究極のアニメオタクであることを公言している。南海放送ラジオの年末生特番では、杉作J太郎校長の『杉作アニメ学院』で、竹内愛希、青木美奈実を担任クラスの生徒として、たけやま3.5の武田雛歩、唯我独尊の神野光輝とともに出演している[10]。
- アニメや歌以外の趣味・特技は、4歳からはじめたバレエの他、乗馬、空手、英語（英検2級）である。大学に通って英語圏の文化を学んでいる[11]
- ものまねのレパートリーには、『ラブライブ!』の矢澤にこ、『となりのトトロ』のメイちゃんなどがある。
- 大人びた顔つきから年上にみられがちであるが、中学校時代には、運動会の日に体操服を忘れて登校したり、平気で裏返しに着ていたり、見事な「天然」ぶりを発揮していた。高校の友人からは、実際に話してみると（みた目と違って）「年相応だね」と言われている[12]。
- ペットは黒猫の「あんちゃん」である。『ミュージカル　魔女の宅急便』の楽屋暖簾には、キキの相棒である黒猫のジジにちなんで、「あんちゃん」の後ろ姿のシルエットがデザインされている。
- YouTube映画『チェンジ！』のタイトルにちなみ“チェンジ”してなりたいものは「猫」と答えている。飼い猫に自身がどう映っているのかが気になるからである。[13]
- 歌手デビューのきっかけは、地元である愛媛のラジオ番組『井上音生のNEOラジ』聴いたレコード会社のディレクターが声を評価したことによる。俳優としての経験も活かしてほしいとアドバイスを受けた。[14]
- 歌手としての目標は、同じ東宝シンデレラ出身で、女優と歌手の二刀流で大活躍している上白石萌音と上白石萌歌姉妹である。[15]
- 20歳を迎えた直後のインタビューで「新たな一面を惜しみなく出して、みなさんを驚かせる10年にしたい」と抱負を語った[16]。

## 出演
主演のものは太字で表示

### 映画
- 嘘を愛する女（2018年1月20日、東宝） - 海原美咲 役
- 最高の人生の見つけ方（2019年10月11日、ワーナー・ブラザース） - 修学旅行生 役
- 夏、ふたり（2021年10月4日、TikTokにて配信開始、「TikTok TOHO Film Festival 2021」グランプリ受賞者作品） - 主演・みづき 役（浜辺美波とのW主演）
- チェンジ（2022年8月3日、YouTube配信、GEMSTONE 第1回映像化作品） - 主演・獅子神麗子 役（西垣匠とのW主演）

### テレビ
- ドキュメンタリー 青いひまわり（2019年5月27日、RNB南海放送） - 語り・越智夢望 役
- 連続ドラマW 夜がどれほど暗くても（2020年11月 - 12月、WOWOWプライム） - 小木曽恵梨香 役
- 痛快TV スカッとジャパン 第222回「絶対に謝らない自分勝手パパ」（2020年11月9日、フジテレビ） - 安斎朱理 役
- エンタメサーチバラエティ プレミアの巣窟（2021年3月9日、、フジテレビ） - ゲスト[17]
- 日曜劇場 ドラゴン桜 第9話（2021年6月20日、TBS） - 受験生 役
- 「あざとくて何が悪いの?」 特別編「あざとソングベスト10」（2021年8月21日、テレビ朝日）[18]
- みなと商事コインランドリー 第2話-（2022年6月13日 - 、テレビ東京） - マミ 役[19]
- 風間公親-教場0- 第6話（2023年5月15日、フジテレビ） - 女子高生 役
- うたなびMAX!!（2023年9月9日 - 9月15日）MVオンエアー[20]
- VRおじさんの初恋（2024年4月1日 - 5月23日、NHK総合） - アバター・アオイ 役[21]
- 全領域異常解決室 第2話（2024年10月16日、フジテレビ） - 白石一香 役[22]

### 配信
- 賭けからはじまるサヨナラの恋 第4・5話（2023年8月10日・17日、U-NEXT） - 里村明日子 役[23]

### 舞台
- 舞台「魍魎の匣」（2019年6月21 - 30日、天王洲銀河劇場 / 7月4 - 7日、AiiA 2.5 Theater Kobe） - 柚木加菜子 役[24]
- ミュージカル「魔女の宅急便」（2021年3月25 - 28日、新国立劇場 中劇場 / 4月10･11日、愛知県芸術劇場 大ホール / 4月15 - 18日、メルパルク大阪） - 主演・キキ 役 [25][26][27]
- 舞台演劇番組イベント生配信ドラマ「あの夜であえたら」（2023年10月14日・15日、東京国際フォーラムホールA） - 綾川千歳 役[28]
- ミュージカル「ナビレラ」（2024年5月18日 - 6月8日、シアタークリエ） - ドクチュルの孫娘 ヘジン 役[29][30]

### 劇場版アニメ
- 竜とそばかすの姫（2021年7月16日、東宝） - 女子高生 役

### ラジオ
- 井上音生のNEOラジ（2018年4月7日 - 、RNB南海放送） - 毎週土曜、21:50 - 22:00[31]
- 愛媛発 アニメは世代を超えるのか？杉作J太郎×井上音生〜アニメまつり〜（2018年9月23日、中四国ライブネット〈中四国8局ネット〉）[32]
- 開校！杉作アニメ学院・初代校長J太郎（2019年12月29日、RNB南海放送）[33]
- 開校！第2杉作アニメ学院（2020年12月27日、RNB南海放送）[34]
- 開校！杉作アニメ学院・第3校 東京リベンジャーズ特集（2021年12月30日、RNB南海放送）[35]
- 開校！杉作J太郎のアニメ学院・第4校 SPY×FAMILY特集（2022年12月31日、RNB南海放送）[36]
- Music Palette♪内「今週のユカ＆ネオオシ」（2022年4月30日 - 、TBSラジオ） - 毎月最終日曜、4:00[37]
- 綾川千歳のオールナイトニッポンN（ニッポン放送） - パーソナリティ 綾川千歳 名義[38]
  - （2023年8月13日） - 2025年8月スペシャルウィーク
  - （2023年10月2日）
- 杉作J太郎のファニーナイト(1)（2023年12月30日、RNB南海放送） - スペシャルプレゼンター
- 開校！杉作J太郎のアニメ学院・第5校 葬送のフリーレン（2023年12月31日、RNB南海放送）[39]
- 杉作J太郎のファニーナイト(2)（2024年1月2日、RNB南海放送） - ゲスト
- ハマビジ！（2024年5月16日、ラジオ日本） - ゲスト[40]
- 杉作J太郎のファニーナイト(2)（2024年8月17日、RNB南海放送） - ゲスト、“音生ちゃん 10代最後の夜スペシャル”[41]
- 「にゅーとぴ♪内「にゅーとぴ歌仲間」（2024年11月04日 - 、TBSラジオ） - マンスリーゲスト 毎週月曜、4:00 -

### ポッドキャスト
- 綾川千歳のオールナイトニッポンN」（2023年1月30日 - 、ニッポン放送 PODCAST STATION） - パーソナリティ 綾川千歳 名義
- 滔々あの夜咄（ニッポン放送 PODCAST STATION） - ゲスト
  - #97 藤尾涼太が羨ましい（2023年5月19日）[42]
  - #120 話はいいから稽古しよう（2023年11月1日）[42]

### ミュージック・ビデオ
- Rhythmic Toy World「僕の声」（2018年2月16日） - アニメ『弱虫ペダルGLORY LINE』OPテーマ曲[43]
- 井上音生 「あなたに恋をしている」先行配信（2024年8月4日）[44]

### CM
- チヨダ シュープラザ 東京靴流通センター「父の日は靴の日」篇（2022年6月9 - 18日）[45]
- 大塚製薬 オロナミンC「湧きあがるものを信じる。夏」篇（2022年7月 - ）[46]
- TOHOシネマズ
  - 空気を震わせるサウンド体験 “轟音シアター”（2023年12月 - ）[47]
  - ハリウッドトピックス：特別版 2025年春公開『ウィキッド ふたりの魔女』キャストスペシャルインタビュー（2024年9月 - ）[48]

### イベント
- 春の「交通安全パレード・交通安全のつどい」警視庁丸の内警察署一日署長（2024年4月4日）[49]
- THE 2ND TOBU MUSIC STAGE「ANISON SPECIAL LIVE」（2024年10月12日）[50][51][52][53][54]

## ディスコグラフィ

### シングル
あなたに恋をしている（2024年10月9日、徳間ジャパン）
1. あなたに恋をしている（作詞：渡辺なつみ / 作曲：向井浩二 / 編曲：若草 恵）
2. ラジオパーソナリティ（作詞：近藤ナツコ / 作曲：たかはしごう / 編曲：たかはしごう）
3. あなたに恋をしている～恋のはじまり～（作：渡辺なつみ / 作曲：向井浩二 / 編曲：向井浩二）語り：井上音生 ピアノ演奏：向井浩二

## 書籍

### 雑誌
- りぼん（集英社） - りぼんガールとして、付録紹介、次号予告、懸賞ページのモデルを務める。
  - 2017年2、3、4、6、9、10月号
  - 2018年1月号
  - 2019年5、9、10、12月号
  - 2020年1月号
  - 2021年4月号「エンタメ放送」（2021年3月3日）
- タウン情報まつやま 2017年2月号 No.535「編集部イチオシ情報」（2017年1月20日　株式会社 エス・ピー・シー）
- NEXTGIRL図鑑 2020-2021（2020年9月15日、玄光社）ISBN 978-4-7683-1363-3[56]
- BARFOUT! バァフアウト! 2021年3月号 Volume 306（2021年2月19日、ブラウンズブックス）ISBN 978-4-3449-5397-0
- Myojo（ミョージョー） 2021年4月号「ジャニーズMIRACULOUS JUNCTION ジャニーズJr．」（2021年2月22日、集英社）[57]
- anan 2021年3月3日号 No.2239「イット ガール」（2021年2月24日、マガジンハウス）[58]
- MUSICAL ミュージカル 2021年3・4月号「ミュージカル『魔女の宅急便』」（2021年3月5日、株式会社ミュージカル出版）
- 週刊アスキー「表紙の人 COVER GIRL」（角川アスキー総合研究所）
  - No.1325（2021年3月9日）[59]
  - No.1326（2021年3月16日）[60]
- オモシィプレス vol.13 タブロイド判「ミュージカル『魔女の宅急便』」（2021年3月31日、Omoshii）[61]
- CM NOW 2021年9・10月号 Vol.212「ワタシ、この子 推してます!!」（2021年8月10日、玄光社）
- モデルプレスカウントダウンマガジン vol.4「これが映画業界の新スタンダードだ！東宝×YouTube」（2022年10月31日、東京ニュース通信社）[62]
- her. magazine issue15[63]（2023年春号、noise media ltd）[64]

### フリーペーパー
- メトロポリターナ 2021年3月号 Vol.217「プロフェッショナルの肖像 PRO-FILE」（2021年3月10日、産経新聞社）[65]